# Antoni Górski (profesor)
Antoni Górski (21. července 1862 Uleniec – 24. února 1928 Varšava) byl rakouský právník, národohospodář a politik polské národnosti z Haliče, na počátku 20. století poslanec Říšské rady.

## Biografie
Pocházel ze šlechtické rodiny. Studoval práva na Vídeňské univerzitě, kde roku 1885 získal titul doktora práv. V roce 1891 se stal profesorem obchodního a směnečného práva na Jagellonské univerzitě. Od roku 1917 byl profesorem občanského práva, v závěru svého života čestným profesorem a po první světové válce profesorem a rektorem Varšavské univerzity.
Angažoval se i politicky. Byl konzervativně orientován. Zasedal jako poslanec Haličského zemského sněmu.
Působil i jako poslanec Říšské rady (celostátního parlamentu Předlitavska), kam usedl v doplňovacích volbách do Říšské rady roku 1905 za kurii velkostatkářskou v Haliči, obvod Krakov. Nastoupil 28. listopadu 1905 místo Antoniho Wodzického. Do parlamentu se vrátil v doplňovacích volbách do Říšské rady roku 1908, konaných podle všeobecného a rovného volebního práva. Zvolen byl 9. července 1908 za obvod Halič 23. Nahradil Michała Bobrzyńského, který byl jmenován místodržícím Haliče. Po roce 1908 patřil v parlamentu do poslaneckého Polského klubu. Na Říšské radě zastával funkci místopředsedy Polského klubu.
Za první světové války organizoval pomoc pro polské válečné oběti. Po roce 1918 zastupoval Poláky v národohospodářském výboru na Pařížské mírové konferenci. V letech 1918–1929 byl členem komise pro kodifikaci polského práva. Od roku 1926 do roku 1928 zastával funkci prvního viceprezidenta organizace Comité International d’Experts Juridiques Aériens v Paříži. Napsal řadu právních, národohospodářských a historických studií.
Jeho bratrem byl politik Piotr Górski.